# Sensodyne
Sensodyne — торговая марка зубных паст и ополаскивателей для людей с чувствительными зубами. Принадлежит компании Haleon и продаётся в Японии под названием Shumitect.

## История
Впервые зубная паста Sensodyne была разработана фармацевтом Александром Блоком, работавшим в основанной в 1907 году компании Block Drug из Бруклина, Нью-Йорк.
К 1925 году производство стоматологической продукции стало основным направлением деятельности компании. Леонард Н. Блок последовал за своим отцом в семейный бизнес, который переехал в Джерси-Сити, штат Нью-Джерси, в 1938 году.
В 2000 году компания Block Drug была куплена компанией Smith Kline Beecham P.L.C., которая стала называться GlaxoSmithKline (NYSE: GSK).
Зубная паста Sensodyne впервые появилась на рынке в 1961 году как десенсибилизирующая зубная паста на основе состава хлорида стронция. В 1980 году компания Sensodyne выпустила новую зубную пасту, содержащую нитрат калия — мягкое седативное средство.
В июле 2022 года торговая марка Sensodyne вошла в состав Haleon — британской транснациональной корпорации в области потребительского здравоохранения, после создания Haleon в качестве отдельной организации через корпоративное отделение от GSK.